# Firebeatz
Firebeatz — нидерландский музыкальный дуэт в стиле электронной музыки, основанный в 2008 году Тимом Беньямином Смюлдерсом и Юрре ван Дуселааром.
Дуэт получил известность благодаря своим музыкальным хитам такими как «Dear New York», «Here We F*cking Go» и «Helicopter». Они сотрудничали с такими мировыми звёздами EDM сцены как Calvin Harris, Tiësto и Martin Garrix.

## Музыкальная карьера
Тим и Юрре познакомились в школе искусств в городе Тилбург, Нидерланды, и у них появился совместный интерес к электронной музыке. После чего, в 2008 году был сформирован дуэт Firebeatz. Их релизы «Funky Shit», «Where’s Your Head At», «Miniman», «Dear New York» и «Here We F*cking Go» были на высоком месте в танцевальном чарте Beatport.
Релиз песни «Just One More Time Baby» появился на шоу BBC Radio 1 DJ Pete Tong и получил хорошие отзывы критиков. Кроме того, трек возглавлял чарт Beatport House в течение многих недель. Песня «Dear New York» стала одним из самых больших хитов дуэта. Она достигла № 2 в Beatport Main Top 100.
В 2013 году Firebeatz удалось сохранить популярность с треком с «Gangster», который достиг Top 20 Beatport. Позже им удалось разнообразить стиль своей музыки и перейти к другим жанрам сотрудничая с такими артистами как Pitbull, James Blunt, Ian Carey, Snoop Dogg, Freestylers, Flo Rida, Timbaland, Fatman Scoop, Alex Gaudino, Wynter Gordon, Bingo Players и Sean Paul.
В феврале 2014 года они выпустили совместный трек с Мартином Гарриксом — «Helicopter». Он занял первое место в чарте Beatport. В том же году они сотрудничали с Sander van Doorn и выпустили трек «Guitar Track». В июне 2014 года Firebeatz работали вместе с Tiësto и Ladyhawke, выпустив трек «Last Train», который был представлен в пятом студийном альбоме Tiësto — «Town Town Paradise».
В ноябре 2014 года они попали в студийный альбом Кельвина Харриса — «Motion», куда вошёл их совместный трек «It Was You».
В 2018 году Firebeatz и DubVision основали супергруппу METAFO4R, впервые выступив с часовым сетом на EDC Las Vegas.

## Дискография

### Синглы

#### Чартовые синглы
| Название                                | Год  | Пиковые позиции в чартах | Пиковые позиции в чартах | Пиковые позиции в чартах | Альбом             |
| Название                                | Год  | NLD                      | BEL                      | FRA                      | Альбом             |
| --------------------------------------- | ---- | ------------------------ | ------------------------ | ------------------------ | ------------------ |
| «Helicopter» (с Martin Garrix)          | 2014 | 59                       | 33                       | 98                       | Не альбомный сингл |
| «I Can’t Understand» (с Chocolate Puma) | 2014 | —                        | 66                       | —                        | Не альбомный сингл |

#### Список синглов
- 2008: Firebeatz — Speak Up
- 2008: Firebeatz & Mell Tierra — Ready To Go EP
- 2009: Firebeatz & Mell Tierra при участии Stanford — Hit The Dust
- 2009: Firebeatz & Apster — Sk&elous
- 2010: Firebeatz — 2 Time’s The Charm / Magic People
- 2010: Firebeatz & JoeySuki — Echobird
- 2010: Firebeatz — Beatboxa / Look Behind The Obvious
- 2010: Apster & Firebeatz — Cencerro
- 2010: JoeySuki & Firebeatz — Hidden Sound
- 2010: Firebeatz — Punk!
- 2010: Firebeatz при участии Greg Van Bueren — Zunga Zunga
- 2010: Nicky Romero & Firebeatz — Seventy Two / Ambifi
- 2010: Firebeatz & JoeySuki при участии Max C — Hidden Sound (This Beat Is Got Me)
- 2011: Firebeatz — It’s Like That 2011
- 2011: Firebeatz & JoeySuki при участии Benjmin — Tell Me
- 2011: Firebeatz — 4 Real Life EP
- 2011: Stuart vs. Firebeatz — Free, Let It Be
- 2011: Firebeatz — It’s Like That 2011 (The Remixes)
- 2011: Firebeatz — Where Brooklyn At / Wise Up
- 2011: Firebeatz — Knock Out
- 2011: Chocolate Puma & Firebeatz — Go Bang!
- 2011: Firebeatz — Had It / Love Is What We Need
- 2011: Firebeatz — A Certain Sound / FYPM
- 2011: Firebeatz — Beatboxa
- 2011: Firebeatz — Funky Shit
- 2012: Firebeatz — Where’s Your Head At
- 2012: Firebeatz — Miniman
- 2012: Firebeatz & JoeySuki — Reckless
- 2012: Chocolate Puma & Firebeatz — Just One More Time Baby
- 2012: Ron Carroll & Alex Kenji — Good Time (Firebeatz Remix)
- 2012: Firebeatz & Schella — Dear New York
- 2012: Firebeatz — Here We F*cking Go
- 2012: Firebeatz — Disque
- 2013: Firebeatz — Gangster
- 2013: Firebeatz — YEAHHH
- 2013: Firebeatz & Bobby Burns — Ding Dong
- 2013: Firebeatz — Ahw Yeah
- 2013: Firebeatz — Wonderful
- 2013: Chocolate Puma & Firebeatz — Sausage Fest
- 2013: Firebeatz & Schella — Wicked
- 2013: Firebeatz — Max Ammo
- 2013: Firebeatz — Woof
- 2014: DubVision & Firebeatz — Rockin
- 2014: Martin Garrix & Firebeatz — Helicopter
- 2014: Sander van Doorn & Firebeatz — Guitar Track
- 2014: Firebeatz — Bazooka
- 2014: Tiësto & Firebeatz при участии Ladyhawke — Last Train
- 2014: Firebeatz — Bombaclat
- 2014: Firebeatz & KSHMR при участии Luciana — No Heroes&
- 2014: Firebeatz & Schella — Switch
- 2014: Rune RK — Calabria (Firebeatz Remix)
- 2014: Calvin Harris & Firebeatz — It Was You
- 2014: Chocolate Puma & Firebeatz — I Can’t Underst&
- 2014: Firebeatz — Arsonist&
- 2015: Sander van Doorn Firebeatz & Julian Jordan — Rage
- 2015: Firebeatz — Darkside
- 2015: Firebeatz & DubVision при участии Ruby Prophet — Invincible
- 2015: Firebeatz — Samir’s Theme
- 2015: Firebeatz — Sky High (Tiesto Edit)
- 2015: Firebeatz — Unlocked
- 2015: Firebeatz — Go
- 2015: Firebeatz & Apster при участии Spree Wilson — Ghostchild
- 2015: Firebeatz — Tornado
- 2015: Firebeatz & Jay Hardway — Home
- 2016: Firebeatz & Schella — Dat Disco Swindle
- 2016: Firebeatz — Trigga Finga
- 2016: Firebeatz & Chocolate Puma — Lullaby (при участии BISHØP)
- 2016: Firebeatz & Fafaq — Sir Duke
- 2017: Firebeatz x Lucas & Steve — Show Me Your Love
- 2017: Firebeatz при участии Vertel — Till The Sun Comes Up
- 2017: Firebeatz x Apster при участии Ambush — Let’s Get Wild
- 2017: Lucas & Steve x Firebeatz при участии Little Giants — Keep Your Head Up&
- 2017: Firebeatz — Burn It Down
- 2018: Firebeatz x Peppermint при участии Aidan O' Brien — Everything
- 2018: Firebeatz & Madison Mars — Rock Right Now
- 2018: Firebeatz — Remember Who You Are
- 2018: Firebeatz & Yozo — Rock To The Rhythm